# Rheocles
Rheocles es un género de peces con espina (Actinopterygii), de la familia Bedotiidae, cuenta con siete especies.

## Localización y características
Rheocles tiene una distribución restringida, sólo se encuentra en ciertos hábitat de agua dulce en el bosque central y las tierras altas del este de Madagascar. El género se alimentan casi exclusivamente de material alóctono y de insectos que caen sobre la superficie del agua. 
Las especies de este género son robustas, con poca compresión lateral del cuerpo. Las especies Rheocles vatosa y Rheocles derhami tienen dimorfismo sexual, los machos presentan un mayor tamaño, mejor coloración y pigmentación, así como el desarrollo pronunciado de las aletas impares.

## Especies
- Rheocles alaotrensis
- Rheocles derhami
- Rheocles lateralis
- Rheocles pellegrini
- Rheocles sikorae
- Rheocles vatosoa
- Rheocles wrightae